# Layla e Majnun (opera)
Layla e Majnun nota anche come Leyli və Məcnun in azero - è una classica storia araba d'amore ostacolato.
Questa è la prima opera nazionale azera composta da Üzeyir Hacıbəyov nel 1907. L'opera è basata sulla tragedia "Leyli e Majnun" del poeta azero del XVI secolo Fizuli. Quest'opera non è solo la prima opera azera, ma anche la prima opera lirica composta in tutto il mondo islamico.
L'opera "Layla e Majnun" ha dato inizio alla sintesi dei moderni mezzi di sviluppo musicale e delle caratteristiche nazionali-originali dell'arte popolare. Costruita sulla base del materiale di folklore più ricco (principalmente su mugham e canzoni liriche), quest'opera fu il primo tentativo di generalizzare i secoli di tradizioni musicali accumulate dal popolo sulla base delle forme generalmente accettate di arte musicale. Quindi, c'era un nuovo genere di opera alla base dei mugham, che combinava notazione musicale con improvvisazione vocale da solista (con il mugham). La prima produzione dell'opera ebbe luogo il 12 (25) gennaio 1908 a Baku, nel teatro di Haji Zeynalabdin Taghiyev. Basato sulla classica storia d'amore famosa in tutto il Medio Oriente, Asia centrale e meridionale, questa opera è considerata la perla della cultura azera.

## Storia

### Creazione e prima impostazione
Come ricorda l'autore dell'opera - Üzeyir Hacıbəyov, rimase impressionato quando da bambino assistette allo spettacolo "Majnun sulla tomba di Leyli", messo in scena da Abdul Rachim Achverdov alla fine del XIX secolo a Shusha. Il ruolo di Majnun fu interpretato dal famoso khanende Jabbar Garyaghdioglu, e Üzeyir, che a quel tempo aveva tredici anni, cantava nel coro dei ragazzi che accompagnava il cantante. Le parti degli attori erano improvvisazioni di mugham, che venivano eseguite sul testo delle sezioni corrispondenti del poema di Fizuli, e l'azione era commentata con l'aiuto di piccoli frammenti corali (tasnif degli stessi mugham). Successivamente, nelle sue memorie, Hajibeyov scrisse che lo spettacolo di Shusha ebbe grande importanza nella sua decisione di creare la prima opera azera. Disse anche:
"Approssimativamente nel 1897 - 1898 ... vidi per la prima volta nella mia città, a Shusha una scena teatrale amatoriale "Majnun sulla tomba di Leyli"; questa scena mi sconvolse profondamente, tanto che ... decisi di scrivere qualcosa che assomigliasse ad un'opera".
L'idea di scrivere un'opera, usando i temi della letteratura e dei motivi musicali azeri, venne ad Hacıbəyov quando studiò al seminario di Gori. A Tbilisi fu ispirato dall'opera italiana, di Rossini, "Il barbiere di Siviglia" e già nel 1907 Üzeyir Hacıbəyov compose l'opera "Layla e Majnun". Il libretto dell'opera venne scritto da lui e da suo fratello Jeyhun Hajibeyli. Le prove si svolsero nella casa di Üzeyir Hacıbəyov e nell'hotel "Ismailiyye". Negli ultimi giorni del 1907, su consiglio del suo amico Imran Kasumov (il primo che interpretava il ruolo del padre di Layla), le prove dell'opera si tennero nel suo appartamento che era più spazioso.
La prima produzione dell'opera ebbe luogo il 12 gennaio (25) nel 1908, organizzata dalla sezione teatrale della Società Educativa Musulmana "Nijat", nel teatro di Haji Zeynalabdin Taghiyev, il magnate del petrolio azero di Baku.
La prima produzione venne diretta da Huseyn Arablinsky con la regia di Abdul Rachim Achverdov. I ruoli vennero interpretati da: Huseynkuli Sarabsky (Majnun), Abdurrahman Farajov (Layla), J. Dagestani (Ibn Salam), Mirmahmud Kazimov (madre di Majnun), Mirza Mukhtar (Abulgeis, padre di Majnun), Imran Kasumov (Fattah, padre di Layla), J. Vezirov (madre di Layla), Ibrahim Kasumov (Zeid) e nel ruolo di sette arabi: Mamedov, Safarov, V. Vezirov, Ismailov, Aliyev e altri. Kurban Pirimov e Shirin Axundov eseguirono assoli sul tar. Il coreografo fu Bahram Vezirov, il suggeritore A. Rzaev, e l'amministratore responsabile - Bala-bek Ashurbekov (padre di Sara Ashurbeyli). Lo stesso Uzeyir Hajibeyov eseguì la parte del primo violino nell'orchestra.
Nella prima esecuzione non mancarono i boicottaggi. Due ore prima dell'inizio, si venne a sapere che due violinisti non sarebbero venuti. Hacıbəyov dovette riscrivere parte della musica per il violino ed egli stesso scese nella buca dell'orchestra per suonare quello strumento. C'erano anche gli avversari dell'opera. Questi erano mullah locali e autorità locali conservatrici, i cosiddetti kochi. Secondo alcune fonti, dopo la prima dell'opera, Sarabsky fu persino attaccato dall'ordine locale dei mullah. In seguito, G. Sarabsky scrisse nelle sue memorie, nel 1930:
"... dopo questa produzione, molti iniziarono a chiamarmi Majnun (pazzo). Ci tenevo tanto a quell'appellativo, ne ero orgoglioso. Le persone che mi incontravano per la strada ridendo... ora mi accettavano con rispetto e amore ... "
Va anche notato che tra i creatori dell'opera, non solo Hacıbəyov era il dilettante. Ad esempio, il primo interprete del ruolo di Majnun, Huseynkuli Sarabsky lavorava nel centro di distribuzione dell'acqua vicino all'hotel "Tabriz", dove viveva Üzeyir Hacıbəyov. Un giorno il compositore sentì il giovane cantare mentre lavorava. Non passò molto tempo, e Hacıbəyov lo invitò a ricoprire il ruolo principale di Majnun. Fu poi un compito arduo trovare l'interprete per il ruolo di Layla. Secondo la tradizione islamica, le donne musulmane non potevano esibirsi sul palco. Così Hacıbəyov assegnò il ruolo di Layla al giovane allievo del cameriere di una casa da te - Abdurrahman Farajev.
Hacıbəyov vide e ascoltò Farajev per la prima volta in una casa da tè e, dopo averlo invitato a teatro, gli propose di interpretare il ruolo di Layla. Sarabsky nel suo libro "il vecchio Baku" scrive di come Farajev venne persuaso ad apparire in questo ruolo, promettendo che nessuno lo avrebbe riconosciuto, e fu difficile ottenere il suo consenso per il trucco. Nel secondo spettacolo, Faradzhev rifiutò di cantare a causa della persecuzione degli oppositori dell'opera. Poi il cugino di Hacıbəyov, Badalbek Badalbeyli, che aveva anche interpretato il ruolo di Majnun in quegli anni, persuase suo fratello, Ahmed Aghdamskya, ad interpretare il ruolo di Layla.
Successivamente Aghdamsky interpretò i ruoli femminili nelle opere di Hacıbəyov come Asli ("Asli e Kerem"), Gulnaz ("Non questa, ma quella"), Gulciohra ("Arshin Mal Alan"), Mintat Khanum ("Marito e moglie"), Takhmina ("Rustam e Zohrab"), Khurshidbanu ("Shah Abbas e Khurshidbanu"). Le prime donne nel ruolo di Layla entrarono in scena solo verso la metà degli anni '20.
L'opera di Üzeyir Hacıbəyov "Layla e Majnun" pose le basi dell'opera azera. Il compositore divenne il fondatore del genere mugham-opera.
Üzeyir Hacıbəyov scelse il poema di Fuzuli "Layla e Majnun" e generi di musica popolare, che influenzarono positivamente la percezione del lavoro nella società musulmana. Nella prima edizione l'opera era costituita da 5 atti e 6 quadri, in seguito portata a 4 atti e 6 quadri. Nel 1920 furono introdotti nuovi balletti nella scena del "Matrimonio di Ibn Salam".
Tra i tanti interpreti dell'opera occorre ricordare quella del famoso cantante azero Bulbul nella parte di Ibn Salam.

## Ulteriore successo dell'opera
Per trent'anni l'opera "Layla e Majnun" venne rappresentata in ogni stagione. Gli spettacoli di opera venivano rappresentati in una sala sempre affollata. Il giornale "Igbal", nel suo numero del 27 novembre 1912, scriveva:
"In un attimo divenne chiaro e visibile quanto il popolo musulmano fosse innamorato della musica, visto il teatro affollato di spettatori, molti dei quali erano venuti a Baku da Derbent, Guba e altre città del Caucaso, soprattutto per vedere l'opera "Layla e Majnun". Dopo Baku, cinque anni dopo la prima, l'opera fu rappresentata a Shusha, nell'estate del 1913, nella città in cui il compositore era vissuto da giovane. Secondo quanto scrisse Sarabsky, che interpretò il ruolo di Majnun, anche un paio di giorni prima dello spettacolo, tutti i biglietti, per due produzioni, erano esauriti, ma c'erano molte persone che avrebbero desiderato assistere allo spettacolo. Sarabsky ricorda:
"Coloro che volevano assistere allo spettacolo, invece del biglietto presentavano, alle maschere, biglietti da 5 e 10 rubli.
"Tutti i posti sono venduti", veniva detto.
"Non vogliamo sapere nulla!" Vogliamo andare a teatro, ecco i soldi, rispondevano.
Il direttore del teatro era così confuso che non sapeva cosa fare. Si rivolse a me per avere un consiglio.
Io gli dissi: apri le finestre e lascia che ascoltino tutto".
Si alzò il sipario e il coro cantò "Sheba-hezhiran". Ci fu un silenzio solenne.
La prima produzione dell'opera al di fuori dell'Azerbaigian si tenne a Tiflis. Anche negli anni pre-rivoluzionari, gli attori azeri portarono l'opera nelle città della Transcaucasia, in Asia centrale e in Iran. Successivamente l'opera venne rappresentata sui palcoscenici di molte città del mondo, in paesi come Russia, Ucraina, Iran, Turchia, Georgia, Uzbekistan, Turkmenistan, ecc. Sotto l'influenza dell'opera "Layla e Majnun", il poeta-democratico iraniano Mirzadeh Eshgi, nel 1916, scrisse "Rastahizel-Selatin-Iran" ("Resurrezione dello stato iraniano"), considerandola la prima opera rappresentata in Iran. E una delle prime opere uzbeche "Leili and Mejnun" di Reinhold Moritzevič Glière, rappresentata per la prima volta nel 1940, venne composta sulla trama della stessa leggenda araba, e il materiale musicale comprendeva campioni di arte popolare, tra cui il makoma.
Le nuove produzioni dell'opera furono dirette dai registi Soltan Dadashev (1935, 1958), M. Mamedov (1955, 1976), F. Safarov (1994). I ruoli principali vennero interpretati da Aliovsat Sadigov, Huseynaga Hajibababekov, Abulfat Aliyev, Bakir Gashimov, Gulu Askerov, Janali Akbarov, Arif Babayev, Alim Gasimov (Mфjnun), Suray Kajar, Agigat Rzaeva, Gulhar Hasanova, Rubaba Muradova, Sarah Kadimova, Zeynab Khanlarova, Narmina Mamedova, Sakina Ismayilov, Gandab Kuliyeva (Leyli), ecc. Il compositore Nazim Aliverdibekov realizzò una nuova versione orchestrale dell'opera.
Il libretto dell'opera fu pubblicato per la prima volta nel 1912 a Baku dalla tipografia dei fratelli Orujov. Lo spartito dell'opera fu pubblicato nel 1959 e nel 1983 (il caporedattore Kara Karaev, l'editore N. Aliverdibekov, autore della prefazione e commenti di Safarov).
Nel 2008, per ordine del Presidente della Repubblica dell'Azerbaigian, il 100º anniversario dell'opera venne ufficialmente commemorato in Azerbaigian. Nello stesso anno, il centenario dell'opera fu celebrato nell'ambito dell'UNESCO. Fino al 2009 l'opera era stata messa in scena più di 20.000 volte. Il 23 novembre 2008 nella capitale del Qatar, a Doha, la prima mondiale della composizione multimediale dell'opera "Layla e Majnun" è stata eseguita dall'ensemble Yo-Yo Ma con la partecipazione di musicisti occidentali e orientali.
L'anno seguente l'opera Layla e Majnun entrò a far parte del programma del progetto "Via della Seta" del famoso violoncellista Yo-Yo Ma, che lo portò in diverse città degli Stati Uniti, utilizzando strumenti tradizionali orientali, nonché con la partecipazione del famoso cantante azero di mugham, Alim Gasimov e da sua figlia Fargana Gasimova. Il consulente del progetto fu un etnomusicologo, professore dell'Università indiana e dell'Accademia musicale di Baku, Aida Huseynova.
Il 15 marzo 2011 l'opera è stata eseguita, in una nuova produzione, sul palco del Teatro statale accademico Axundov di opera e balletto dell'Azerbaigian nel quadro del II Festival Internazionale "Il mondo del mugham". Il direttore artistico fu l'artista nazionale Rafiz Ismailov, e la parte di Layla fu cantata dall'artista popolare dell'Azerbaigian, Nazakat Teymurova, mentre quella di Majnun venne interpretata da Mansum Ibrahimov.
L'opera ottenne il tutto esaurito nel Teatro Accademico dell'Opera e del Balletto dell'Azerbaigian ad ogni rappresentazione. Nel 2012 il ruolo di Majnun venne interpretato da Sabuhi Ibayev, e quello di Layla da Lala Mamedova - la prima cantante pop, che interpretato questo ruolo. Il 10 novembre 2012 l'opera è stata eseguita per la prima volta a San Francisco. I ruoli di Layla e Majnun vennero interpretati da Vusala Musayeva e Ilkin Akhmedov. I cantanti erano accompagnati da Imamyar Hasanov (kemence) e Rufat Hasanov (tar) e da un'orchestra composta da musicisti cinesi, indiani, sudcoreani e statunitensi.

## Personaggi
| Ruolo                                                                 | Voci         | Primi interpreti del ruolo (da 25 gennaio 1908, Baku) |
| --------------------------------------------------------------------- | ------------ | ----------------------------------------------------- |
| Majnun (Geis), giovane arabo nobile                                   | tenore       | Huseynkuli Sarabsky                                   |
| Abulgeis, padre di Majnun                                             | tenore       | Mirza Mukhtar                                         |
| Ummilgeis, madre di Majnun                                            | soprano      | Mirmahmud Kazimov                                     |
| Layla, fidanzata di Majnun                                            | soprano      | Abdurrahman Farajov                                   |
| Fattakh, padre di Leyli                                               | baritono     | Imran Kasimov                                         |
| Umilleyli, madre di Layla                                             | mezzosoprano | J. Vezirov                                            |
| Ibn-Salam, arabo ricco                                                | tenore       | Djeyhun Hajibeyov (Dagestani)                         |
| Nofal, signore della guerra                                           | baritono     | Djeyhun Hajibeyov (Dagestani)                         |
| Zaid, amico di Majnun                                                 | tenore       | Ibrahim Kasumov                                       |
| Primo arabo                                                           | tenore       | Mammadov                                              |
| Secondo arabo                                                         | tenore       | Safarov                                               |
| Sensali di matrimoni, messaggeri, ospiti, scolari (ragazzi e ragazze) |              |                                                       |

## Trama

### Atto I
Scena I

Ragazzi e ragazze escono da scuola. Leyli e Geys si amano; stanno chiacchierando affettuosamente, dimenticandosi degli altri. Ma gli amici trovano il comportamento di Leyli molto immorale e la portano via in fretta. Geys implora il padre di fargli sposare Leyli, senza la quale non può vivere.
Scena II

I genitori di Leyli hanno saputo che Geys e Leyli sono reciprocamente innamorati. La madre della ragazza la rimprovera con rabbia e Leyli la ascolta tristemente e non nega di amare Geys più di ogni altra cosa al mondo.
Il padre di Geys cerca di riunire Leyli e Geys, ma il padre di Leyli rifiuta bruscamente e decisamente: non accetterà mai di far sposare sua figlia con Majnun (pazzo) - come tutti chiamano Geys, divenuto pazzo per amore.
Saputo del rifiuto, Geys maledice tutti e il suo triste destino. Cerca la solitudine e se ne va nel deserto.
Ma il destino di Leyli è risolto in altro modo. I suoi genitori hanno accettato di darla in sposa ad un uomo ricco, Ibn Salam. Colpita da questa notizia Leyli sviene.

### Atto II
Il dolore ha cambiato la mente di Geys. Cammina tra le montagne e nelle sabbie del deserto, pensando a Leyli. Il padre e l'amico di Majnun, Zeyd, l'hanno trovato ma il giovane, pazzo di dolore, non li ha voluti ascoltare. L'aspetto emaciato, il suo destino crudele e il dolore di suo padre, suscitano simpatia tra gli arabi che attraversano il deserto. Un comandante, Nofel, mostra interesse per loro. Vorrebbe aiutare lo sfortunato Majnun e manda un araldo dal padre di Leyli.
Ma neanche l'intervento di Nofel ha fatto cambiare idea all'uomo. Così Nofel decide di costringerlo con la forza e lo sfida a duello. Il padre di Leyli gli dice che può ucciderlo e poi gli spiega il motivo del rifiuto: sua figlia Leyli è fidanzata con un'altra persona.

### Atto III
Arriva il giorno del matrimonio di Ibn Salam e Leyli. Gli ospiti festeggiano augurando felicità agli sposi. Alla fine gli sposi rimangono insieme, ma Leyli è confusa. In questo momento si sente la voce debole di Majnun, che appare vicino a loro come un'ombra. Ibn Salam rimane immobile, Leyli sviene. I servitori allontanano con cura il matto.

### Atto IV
Scena I

Non c'è felicità nella casa di Ibn Salam. Leyli è malata di depressione. Confessa al marito che ama Geys e non può più amare nessun altro. Chiede ad Ibn Salam di aspettare, forse, col tempo, i suoi sentimenti per Majnun cambieranno. Ibn Salam, se ne va addolorato, e all'improvviso Majnun appare di nuovo davanti a Leyli come un'ombra senza corpo. Si lamenta con lei di averlo tradito, di aver distrutto la sua vita, causandogli dolore e sofferenza. Dimenticandosi della sua malattia, Leyli si getta tra le braccia del suo amante, ma lui non la riconosce, cerca e chiama la sua ex, pura amante. Il cuore di Leyli non regge ed ella muore tra le braccia di Ibn Salam.
Scena II

Mejnun arriva alla tomba di Leyli. Ora ha deciso di appartenerle, staranno insieme per sempre. Disperato, Majnun cade sulla tomba dell'amante e muore.